# Trănița, Șumen
Trănița (în bulgară Тръница) este un sat în comuna Novi Pazar, regiunea Șumen,  Bulgaria. 

## Demografie
Componența etnică a satului Trănița
     Bulgari (94,39%)
     Nicio identificare (5,6%)
     Altele (0%)
La recensământul din 2011, populația satului Trănița era de 107 locuitori. Din punct de vedere etnic, majoritatea locuitorilor (94,39%) erau bulgari. Pentru 5,6% din locuitori nu este cunoscută apartenența etnică.